# Jenaya Wade-Fray
Pour les articles homonymes, voir Wade et Fray (homonymie).
Jenaya Wade-Fray, née le 5 septembre 1988 à Paget, dans les Bermudes, est une joueuse britannique de basket-ball. Elle évolue au poste d'arrière.